# 가오민
가오민(高敏, 1970년 9월 7일~)은 중화인민공화국의 여성 다이빙 선수로 1988년과 1992년 하계 올림픽에서 스프링보드 종목 2연속 금메달을 획득하였다.

## 선수 경력
쓰촨성 쯔궁시에서 태어난 가오민은 4세 때에 수영을 배웠다. 9세 때에 체조 훈련을 하다가, 다이빙 코치에게 발탁되어 다이빙으로 전향하였다.
그녀의 첫 국제 경연은 1986년 세계 선수권에서 3m 스프링보드를 우승할 때였다. "다이빙의 여왕"이라는 별명이 붙은 가오민은 스포츠 역사에서 가장 지배적인 다이빙 선수들 중의 하나이다.
하계 올림픽 2연승을 포함하여 1986년과 1992년 사이에 3m 스프링보드에서 패한 적이 없다. 그녀는 또한 그 종목에서 600 점 마크를 앞소는 데 단 한명의 여성 다이빙 선수였다.
1987년부터 1989년까지 스위밍 월드 잡지에 의하여 세계의 최고 다이빙 선수로, 그리고 1986년부터 1992년까지 연속적 7년을 기록하면서 여성의 세계 스프링보드 다이빙 선수로 선택되었다.
1998년 국제 수영 명예의 전당에 헌액되었다.

## 이후의 경력
캐나다로 건너가 에드먼턴에서 수많은 세월 동안 에드먼턴 킨스멘 다이빙 클럽의 코치를 맡아 많은 국가 대표 팀 다이빙 선수들을 배출하고, 캐나다에서 다이빙이 더욱 나갈 수 있도록 도움을 주었다.
2003년에는 여성의 스포츠 명예의 전당에 헌액되었다.